# Playa de San Juan de Nieva
Se conoce como playa de San Juan el extremo oriental del arenal situado entre el resalte rocoso de La Peñona, en la localidad de Salinas, y la margen izquierda de la ría de Avilés, próxima a localidad de San Juan de Nieva, en el concejo asturiano de Castrillón (España). También es denominada por algunas fuentes como playa de El Espartal.

## Características
Esta playa de 500 metros de largo cuenta con una arena fina y dorada, además posee una protección ambiental especial debido al ecosistema dunar que la rodea conocido como Las dunas del Espartal, el cual tiene una abundante vegetación y sirve de estación para numerosos tipos de aves en sus tránsitos migratorios.
Es muy conocida junto con la playa de Salinas por los amantes del surf, que aprovechan su fuerte oleaje para la práctica de su deporte favorito. Además también se puede pescar en la zona del espigón, que separa la playa de la desembocadura de la ría de Avilés.

## Equipamientos y servicios
Según la guía de playas del Ministerio de Medio Ambiente, la playa posee un buen nivel de equipamientos. Dispone de equipos de vigilancia y salvamento y señalización de peligro. Además posee servicio de aseos, duchas, teléfono, papeleras, servicio de limpieza y establecimientos de comida y bebida.  

## Bandera azul
Ha sido distinguida consecutivamente varios años con la bandera azul que concede la Asociación de Educación Ambiental y del Consumidor (ADEAC).

## Accesos
Además se puede acceder fácilmente en coche, pues posee aparcamiento propio; a pie ,en la línea de autobús L-15 (Avilés-San Juan) o en la línea C-3 de Cercanías Asturias.